# Twin Hills
Twin Hills est une census-designated place d'Alaska aux États-Unis dans la région de recensement de Dillingham. En 2010, il y avait 74 habitants.

## Situation - climat
Elle est située près de l'embouchure de la rivière Twin Hills, un affluent de la rivière Togiak, à 621 km à l'ouest d'Anchorage.
La moyenne des températures va de 3 °C à 19 °C en juillet et de −16 °C à −1 °C en janvier.

## Histoire
Le village a été créé en 1965 quand des familles émigrèrent depuis Togiak pour fuir les dégâts des inondations. Une partie de celles-ci descendait des habitants de la région du Yukon-Kuskokwim qui avaient quitté leur lieu de résidence après l'épidémie de grippe de 1918. L'école s'est d'abord tenue dans une église en 1967, un nouvel établissement a été construit en 1972 mais il a brûlé en 1976. Une autre école a donc été reconstruite en 1978. La poste a ouvert en 1977, mais le service est souvent interrompu.

## Économie
Seuls les emplois administratifs procurent des revenus réguliers aux habitants. Les autres vivent de la pêche et des relations commerciales avec Togiak et Manokotak en ce qui concerne les pêcheries, la chasse au phoque, à la baleine, au saumon et aux canards sauvages. Les habitants maintiennent aussi une activité artisanale.

## Démographie
| 1880 | 1890 | 1970 | 1980 | 1990 | 2000 | 2010 | - |
| ---- | ---- | ---- | ---- | ---- | ---- | ---- | - |
| 276  | 94   | 67   | 70   | 66   | 69   | 74   | - |

## Sources et références
- (en) CIS

- (en) Cet article est partiellement ou en totalité issu de l’article de Wikipédia en anglais intitulé « Twin Hills, Alaska » (voir la liste des auteurs).

1. ↑  « Statistiques des États-Unis - Alaska - Profils des communautés de 2010 » (consulté en novembre 2020)